# أندرو بيلي
أندرو بيلي (بالإنجليزية: Andrew Bailey) هو لاعب كرة قاعدة أمريكي، ولد في 31 مايو 1984 في فورهيز ‏ في الولايات المتحدة.

## وصلات خارجية
- أندرو بيلي على موقع دوري كرة القاعدة الرئيسي (الإنجليزية)
- أندرو بيلي على موقعبيزبول رفرنس.كوم (الدوري الرئيسي) (الإنجليزية)
- أندرو بيلي على موقعبيزبول رفرنس.كوم (الدوري الثانوي) (الإنجليزية)
- أندرو بيلي على موقع إي إس بي إن.كوم (أم.أل.بي) (الإنجليزية)
- أندرو بيلي على موقع مشجعي الرسوم البيانية (الإنجليزية)